# Landstingsvalen i Sverige 1930
Landstingsvalen i Sverige 1930 genomfördes i september 1930. Vid detta val valdes landsting för mandatperioden 1931–1934 i samtliga län. Valet påverkade också på sikt första kammarens sammansättning.

## Valresultat
| Parti                | Parti                        | Röster             | Röster | Röster | Mandatfördelning | Mandatfördelning |
| Parti                | Parti                        | Antal              | %      | +− %   | Antal            | +−               |
| -------------------- | ---------------------------- | ------------------ | ------ | ------ | ---------------- | ---------------- |
|                      | Socialdemokraterna           | 574 377            | 39,4   | +1,4   | 469              | +28              |
|                      | Allmänna valmansförbundet    | 388 450            | 26,7   | -0,2   | 329              | +3               |
|                      | Bondeförbundet               | 227 409            | 15,6   | +1,3   | 187              | +23              |
|                      | Frisinnade folkpartiet       | 187 053            | 12,8   | -2,0   | 124              | -37              |
|                      | Sveriges kommunistiska parti | 35 011             | 2,4    | +0,3   | 3                | -5               |
| 17 410               | Sveriges kommunistiska parti | 1,2                | 6      | +0,3   |                  | -5               |
|                      | Liberala riksdagspartiet     | 25 277             | 1,7    | -0,7   | 14               | -6               |
|                      | Övriga partier               | 3 213              | 0,2    | —      | 0                | —                |
| Antal giltiga röster | Antal giltiga röster         | 1 458 200          | 100,0  |        | 1 132            | +6               |
| Ogiltiga röster      | Ogiltiga röster              | 2 615              |        |        |                  |                  |
| Totalt               | Totalt                       | 1 460 815 (56,7 %) |        |        |                  |                  |